# Huazhou (Weinan)
Huazhou (en chino, 华州; pinyin, Huázhōu, léase Juá-Zhóu) es un distrito urbano bajo la administración directa de la Prefectura Weinan  en la Provincia de Shaanxi, República Popular China.  Su área es de 1132 km² y su población total para 2010 superó los 320 mil habitantes. 

## Administración
Desde julio de 2023, el  Distrito Huazhou   se divide en 10 pueblos que se administran en 1 subdistrito y 9   poblado.